# بخش نلسون (شهرستان پورتاژ، اوهایو)
بخش نلسون (به انگلیسی: Nelson Township) یک منطقهٔ مسکونی در ایالات متحده آمریکا است که در شهرستان پورتیج، اوهایو واقع شده‌است.
 بخش نلسون ۶۳٫۹ کیلومتر مربع مساحت و ۲٬۹۸۵ نفر جمعیت دارد و ۳۲۰ متر بالاتر از سطح دریا واقع شده‌است.